# Единственный (фильм, 2003)
«Единственный» (телугу ఒక్కడు; Okkadu) — индийский художественный фильм на телугу с элементами драмы, триллера и боевика, премьера которого в Индии состоялась 15 января 2003 года.

## Сюжет
Аджай Варма — игрок кабадди из Хайдарабада, приезжает в Курнул, чтобы принять участие в турнире на государственном уровне. Там он спасает Свапну Редди от Обула, жестокого лидера фракции, который хочет жениться на ней против её воли. Аджай узнает, что Свапна пыталась уехать в Соединенные Штаты для получения высшего образования после того, как Обул убил её братьев. Когда Аджай спасает её, он унижает Обула, а девушку забирает в свой дом, где прячет её в своей комнате с помощью своей сестры Аши.
Однако отцу Аджая, которому поручили поиски девушки, становится известно, что она прячется в его доме. Свапна и Аджай снова убегают, и она влюбляется в него. На следующий день полиция окружает Чарминар, где Свапна скрылась вместе с Аджаем. Но парочка, вместе с их друзьями, добирается до аэропорта, чтобы отправиться в Соединенные Штаты. Они привозят её родителей, чтобы те могли увидеть в последний раз, прежде чем она улетит. В аэропорту Аджай понимает, что влюбился в девушку.
Но прежде чем Свапна успевает улететь Аджая арестовывают, а её похищают люди Обула Редди. Однако девушка задевает гордость своего «жениха», заявив, что Аджай в любом случае придёт и спасёт её. Обул решает избавиться от конкурента и добивается его освобождения из тюрьмы. Выйдя Аджай решает исполнить обещание и присоединиться к своим друзьям в финальном матче по команде. Обул предлагает ему пари, что тот кто выиграет матч получит девушку, а проигравший умрёт. На матч приходят мать и брат Обула вместе со Свапной. Аджай выигрывает, а Обула убивает отец Свапны. Мать Обула гибнет случайно подорвав сама себя, а его брат решает не вмешиваться, чтобы не потерять своё кресло министра.

## В ролях
- Махеш Бабу — Аджай Варма
- Бхумика Чавла — Свапна Редди
- Пракаш Радж — Обул Редди, антагонист
- Телангана Шакунтала — мать Обула Редди
- Мукеш Риши — инспектор полиции Виджай Варма, отец Аджая
- Гита[англ.] — мать Аджая
- Нихарика — Аша, сестра Аджая
- Раджан Дев — министр Шива Редди
- Ачьют — Шива, брат Свапны
- Чандрамохан — отец Свапны
- Дхармаварапу Субраманьям — Субраманьям, паспортист (камео)
- М. С. Нараяна — заключённый (камео)

## Производство
Гунашекхар мечтал снять фильм на фоне Чарминара, достопримечательности Хайдарабада, ещё в те дни, когда работал ассистентом режиссёра. После просмотра фильма «Вестсайдская история», у него появилась идея написать сценарий про войну между двумя бандами в старой части Хайдарабада. Несколько лет спустя во время встречи с продюсером Ашвини Датт, вместе с которой они работали над фильмом Choodalani Vundi, он увидел портфолио Махеша Бабу, дебютировавшего в другом фильме Ашвини — Rajakumarudu, чьи съёмки проходили в тот же день. Встретившись с актёром, Гунашекхар пересказал ему сюжет, и Махеш согласился принять участие в будущем фильме.
После релиза Mrugaraju, режиссёр вернулся к работе над сценарием «Единственного». Прочитав интервью Пуллелы Гопичанда, продолжившего карьеру бадминтониста против воли своего отца и столкнувшегося со многими трудностями, Гунашекхар сделал главного героя человеком, который стремится стать звездой местного вида спорта кабадди против желания отца.
Первоначально фильм хотели назвать Athade Ame Sainyam, но оно оказалось уже зарегистрированным для другого проекта, и название изменили на Okkadu, рассмотрев также вариант Kabaddi.
Гунашекхар выбрал на главную женскую роль Бхумику Чавла, после того как посмотрел фильм Yuvakudu. На роль родителей главного героя согласились актриса Гита и актёр Мукеш Риши, известный по хинди- и телугу-язычным проектам.
На роль злодея согласился Пракаш Радж.

## Саундтрек
Все тексты написаны Сиривенелла Ситарамой Шастри, вся музыка написана композитором Мани Шарма.
| №                   | Название                  | Исполнители                           | Длительность |
| ------------------- | ------------------------- | ------------------------------------- | ------------ |
| 1.                  | «Hare Rama»               | Шанкар Махадеван                      | 5:57         |
| 2.                  | «Nuvvemmaya Chesavokaani» | Шрея Гхошал, Савита Редди             | 4:02         |
| 3.                  | «Sahasam Swasaga»         | Малликарджун                          | 5:03         |
| 4.                  | «Cheppave Chirugaali»     | Удит Нараян, Суджата Мохан            | 5:30         |
| 5.                  | «Hai Re Hai»              | Картик, К. С. Читра                   | 5:05         |
| 6.                  | «Atharintiki»             | Харихаран, Шрея Гхошал, Priya Sisters | 5:57         |
| Общая длительность: | Общая длительность:       | Общая длительность:                   | 31:38        |

## Ремейки
Благодаря коммерческому успеху фильма, фильм был переснят на пяти языках:
- 2004 — «Смельчак»[англ.] на тамильском языке с Виджаем и Тришей;
- 2006 — Ajay на каннада с Пунитом Раджкумаром и Анурадхой Мехта;
- 2008 — Jor на бенгальском языке с Джитом и Баршой Приядаршини;
- 2008 — Mate Ani Dela Lakhye Faguna на языке ория с Анитой Дас и Прадьюмной Ленка;
- 2015 — «Спаситель из Агры»[англ.] (другое название «Ярость») на хинди с Арджуном Капуром и Сонакши Синха.

В первых двух ремейках Пракаш Радж повторил свою роль, а в ория- и бенгали-язычной версиях его заменили Михир Дас и Субрат Датта, а в хинди-язычной версии — Манодж Баджпай. Первые четыре фильма имели коммерческий успех. Хинди-язычная версия немного отличалась от оригинала, в частности был добавлен item-номер с участием Шрути Хасан, которого в оригинале не было. Эта версия получила негативные отзывы критиков и провалилась в прокате.
Этот фильм был дублирован на малаялам как Runner в 2013 году и на хинди как Aaj ka Sharifzaada.